# Dendropicos lugubris
El pito lúgubre (Dendropicos lugubris) es una especie de ave piciforme de la familia Picidae que vive en el oeste del África tropical. Algunos taxónomos lo siguen considerando una subespecie del pito del Gabón (Dendropicos gabonensis).

## Distribución y hábitat
Se encuentra en las selvas tropicales del África Occidental, desde Sierra Leona hasta Nigeria.